# Monsters (D'espairsRay)
Monsters è un album del gruppo metal giapponese D'espairsRay, pubblicato il 17 agosto 2010 dall'etichetta discografica Hip-O.
Dal disco sono stati estratti i singoli Final Call e Love Is Dead.

## Tracce
CD (Hip-O UICV1005)
1. Human-Clad Monster – 4:55 (Hizumi, Karyu)
2. Death Point – 3:25 (Hizumi, Karyu)
3. 13-Thirteen – 3:08 (Hizumi, Karyu)
4. Love Is Dead – 4:01 (Hizumi, Karyu)
5. Devil's Parade – 4:08 (Hizumi, Karyu)
6. Dope – 3:47 (Karyu)
7. Falling – 4:09 (Hizumi, Karyu)
8. Progress – 4:09 (Tsukasa)
9. Final Call – 3:57 (Hizumi, Karyu)
10. Abyss – 4:03 (Tsukasa)

Durata totale: 39:42